# Berberis amoena
Berberis amoena är en berberisväxtart som beskrevs av S.T. Dunn. Berberis amoena ingår i släktet berberisar, och familjen berberisväxter. Inga underarter finns listade i Catalogue of Life.